# ماموث (آریزونا)
ماموث (به انگلیسی: Mammoth) شهری در شهرستان پینال ایالت آریزونا است که در سرشماری سال ۲۰۱۰ میلادی، ۱٬۴۲۶ نفر جمعیّت داشته است. ماموث، به‌طور رسمی در تاریخ ۱۹۵۸ میلادی به‌عنوان یک شهر شناخته شد.